# Lischkeia cidaris
Lischkeia cidaris är en snäckart som först beskrevs av Carpenter 1864.  Lischkeia cidaris ingår i släktet Lischkeia och familjen pärlemorsnäckor. Inga underarter finns listade i Catalogue of Life.